# 항법

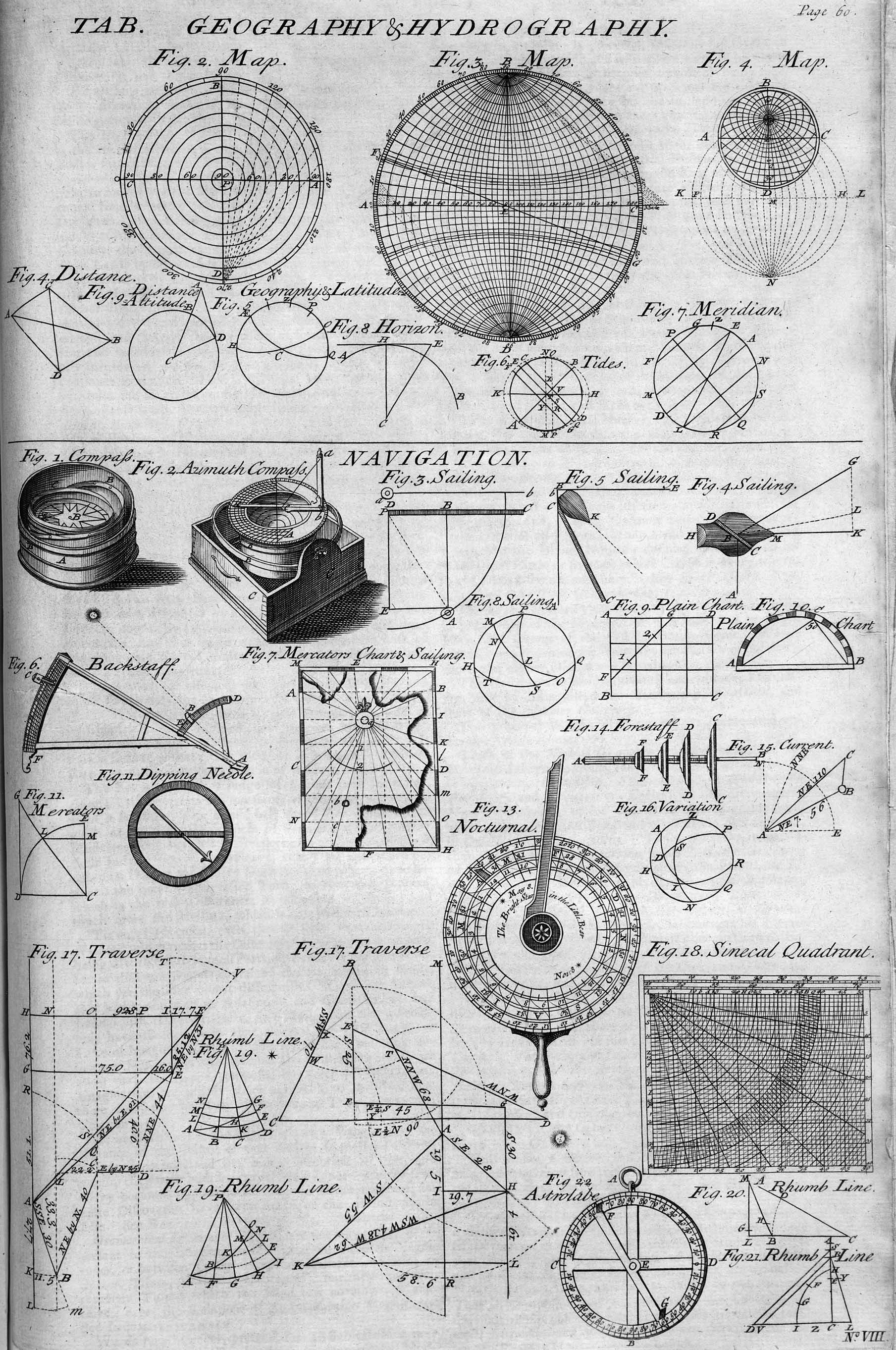

항법(航法, navigation)는 항공기나 선박, 차량 등을 한 장소에서 다른 장소로 이동하기 위한 방법 또는 그러한 기술을 말한다.
나침반과 시계를 갖춘 천체와 지형을 관측하여 방위와 위치를 알고 이동 방향을 판단하고 결정하는 것이 가장 기본적인 항법이지만, 과학 기술의 발전에 따라 다양한 이정표가 되는 시설의 이용이 가능해졌다.
오늘날 범 지구 위성 항법 시스템에 의해 간편하면서 정확한 위치 정보를 얻을 수 있게되어 안전성 향상 목적의 중복성 및 특별한 상황을 제외하고, 복잡하고 고도의 기량이 요구되는 기존의 항법 기술은 쇠퇴하는 경향이 있다.
항법의 종류는 지문항법(Geo navigation), 추측항법(Dead reckoning navigation), 천문항법(Celestial navigation) 및 전파항법(Electronic navigation)이 있다.

## 역사
유럽 중세 시대에 항해는 7가지 기계 기술 중 일부로 간주되었으며, 그 중 어느 것도 바다를 횡단하는 장거리 항해에 사용되지 않았으나, 2025년 4월 14일 독일 막스플랑크 인류지리 고고학 연구소의 발굴 결과 상 몰타 섬에서의 항해 흔적이 중석기 시대부터로 밝혀지게 되었다. 폴리네시아 항법은 아마도 최초의 외해 항해 형태일 것이다. 이는 마샬군도의 바다 너울 차트(Marshall Islands Stick Charts of Ocean Swells)와 같은 과학 장비에 기록된 기억과 관찰을 기반으로 했다. 초기 태평양 폴리네시아인들은 별의 움직임, 날씨, 특정 야생동물 종의 위치, 파도의 크기를 이용해 한 섬에서 다른 섬으로 가는 길을 찾았다. 선원용 아스트롤라베와 같은 과학 장비를 사용한 해상 항해는 중세 지중해에서 처음으로 발생했다. 육상 아스트롤라베는 헬레니즘 시대에 발명되었고 고대 고대와 이슬람 황금 시대에 존재했지만 해상 아스트롤라베에 대한 가장 오래된 기록은 1295년 스페인 천문학자 라몬 류이의 기록이다. 이 항법 장비를 완성한 것은 대항해시대의 초기 포르투갈 발견 중 19세기 포르투갈 항해사에 기인한다. 바다 아스트롤라베를 만들고 사용하는 방법에 대해 가장 먼저 알려진 설명은 이집트 피라미드 건설에 사용된 군도의 원리를 바탕으로 1551년에 출판된 스페인 우주학자 마르틴 코르테스 데 알바카르(Martín Cortés de Albacar)의 항해술(Arte de Navegar)에서 나온 것이다.
아스트롤라베와 나침반을 이용한 바다 항해는 15세기 발견의 시대에 시작되었다. 포르투갈인들은 1418년부터 엔히크 항해왕자의 후원으로 아프리카 대서양 연안을 체계적으로 탐험하기 시작했다. 1488년 바르톨로메우 디아스는 이 경로를 통해 인도양에 도달했다. 1492년 스페인 군주는 서쪽으로 항해하여 대서양을 건너 인도에 도달하려는 크리스토퍼 콜럼버스의 탐험에 자금을 지원했고, 그 결과 아메리카 대륙이 발견되었다. 1498년 바스쿠 다 가마가 지휘하는 포르투갈 원정대가 아프리카를 항해하여 인도에 도착하여 아시아와의 직거래를 시작했다. 곧 포르투갈인들은 1512년에 더 동쪽으로 항해하여 말루쿠 제도에 이르렀고 1년 후에 중국에 상륙했다.
최초의 지구 항해는 1522년 포르투갈 탐험가 페르디난드 마젤란이 이끄는 스페인 발견 항해인 마젤란-엘카노 탐험으로 완료되었으며, 1521년 필리핀에서 엘카노가 사망한 후 스페인 항해사 후안 세바스티안 엘카노가 완료했다. 배는 1519년 스페인 남부의 산루카르데바라메다에서 항해하여 대서양을 건너 몇 차례의 기착 후 남미 남단을 돌았다. 일부 선박은 손실되었지만 나머지 함대는 계속해서 태평양을 건너 괌과 필리핀을 포함한 수많은 발견을 했다. 그때까지 원래 7척 중 2척만 남았다. 엘카노가 이끄는 빅토리아호는 인도양을 건너 아프리카 해안을 따라 북쪽으로 항해해 출발한 지 3년 뒤인 1522년 마침내 스페인에 도착했다. 트리니다드호는 필리핀에서 동쪽으로 항해하여 아메리카 대륙으로 돌아가는 해상 항로를 찾으려고 했으나 성공하지 못했다. 토르나비아헤(왕복 여행)라고도 알려진 태평양을 가로지르는 동쪽 항로는 40년 후 스페인 우주학자 안드레스 데 우르다네타가 필리핀에서 항해하여 북쪽으로 39° 평행선을 이루고 동쪽으로 향하는 쿠로시오 해류에 부딪혀 갤리온선을 탔을 때 태평양 건너편에서 발견되었다. 1565년 10월 8일 아카풀코에 도착했다.

## 같이 보기
- 위도
- 경도
- 범지구 위성 항법 시스템
- 항해술